# Kallahalli, Hospet
Kallahalli là một làng thuộc tehsil Hospet, huyện Bellary, bang Karnataka, Ấn Độ.